# Chi è cchiu' felice 'e me!
Chi è cchiu' felice 'e me!, conosciuta anche come Chi è più felice di me è una commedia in due atti scritta ed interpretata da Eduardo De Filippo nel 1929, facente parte della raccolta Cantata dei giorni pari.  

## Storia
Questa commedia, firmata con lo pseudonimo di Molise, si rifà ai temi tradizionali del teatro dialettale napoletano dove è più evidente l'influsso di Eduardo Scarpetta.
L'opera, scritta nel 1929, sarà rappresentata per la prima volta l'8 ottobre 1932 al Teatro Sannazaro di Napoli, e connotata subito da un buon successo di pubblico.

## Trama
Vincenzo è un possidente di campagna che ha regolato tutta la sua vita secondo un preciso e prudente bilancio di entrate e uscite. Non ha mai fatto un passo più lungo della gamba e ha sposato una giovane e bella donna, Margherita, che la pensa come lui e che segue fedelmente i suoi principi. Chi dunque può essere più felice di Vincenzo? Egli ha sempre scansato ogni occasione di pericolo ed è convinto che basti organizzare prudentemente la propria vita per evitare ogni disgrazia.
La scena iniziale si apre con l'interno della casa di Vincenzo che, dopo la cena, sta tranquillamente fumando la sua pipa seduto all'aria aperta. Mentre Margherita è intenta alle faccende domestiche, Vincenzo soddisfatto dichiara la sua filosofia di vita: bisogna evitare ogni occasione di pericolo, perché, per esempio, andare in città dove si può essere investiti da un tram? Meglio starsene tranquillo e pacifico in casa, ma Margherita gli fa osservare che pur in casa potrebbe cadergli in testa una tegola del tetto: allora Vincenzo sposta la sua sedia, anzi rientra in casa per evitare ogni rischio. Ma ecco arrivare la "tegola": come una furia irrompe nella casa, inseguito dai carabinieri, il giovane Riccardo che crede di aver ferito a morte durante un litigio un suo creditore e ora minaccia di sparare a Vincenzo se non lo nasconde. Di fronte all'alternativa - possibile galera per complicità o sicura morte - Vincenzo sceglie rapidamente la prima eventualità e nasconde il giovane ai sopravvenuti carabinieri che, conoscendo bene Vincenzo, non sospettano minimamente di lui.
In realtà Riccardo non è un assassino, ha semplicemente ferito il suo creditore e ora è libero di frequentare la casa di Vincenzo per fare la corte a Margherita che non è insensibile alle lusinghe amorose del giovane, pur cercando di resistere fieramente. Vincenzo crede che Riccardo lo frequenti perché lo ritiene suo amico per averlo salvato dall'arresto; in realtà questi disprezza profondamente la sua meschinità contadina e la sua dabbenaggine. Da quando Riccardo frequenta la sua casa, la vita di Vincenzo è cambiata come il giorno dalla notte. Margherita è completamente trasformata: non cucina più, non gli cuce neppure un bottone, non gli risponde, è sempre nervosa; di questo si lamenta il padrone di casa con il servo, che essendo stato tradito e abbandonato più volte dalla propria moglie riconosce i sintomi di quello che sta per accadere. Vincenzo pensa invece che la moglie sia malata e, contrariamente a quello che si comincia a mormorare in paese, egli crede alla ferrea fedeltà di Margherita e ha l'occasione di dimostrarlo a tutti, vicini pettegoli compresi; questi sono venuti a visitarlo, essi dicono, per aiutarlo a risolvere la sua crisi matrimoniale, ma in realtà per curiosità, e ora possono assistere, di nascosto, a un incontro di Riccardo che vuole convincere Margherita ad abbandonare il marito e a fuggire con lui. Margherita resiste e respinge il giovane, e Vincenzo mostra soddisfatto ai paesani di che pasta è fatta la moglie: ma ecco che, all'improvviso, inaspettatamente, proprio lei abbraccia e bacia Riccardo.
La commedia si chiude con Vincenzo che corre per tutta la casa disperato e sconvolto chiudendo porte e finestre per nascondere l'enorme scandalo alla curiosità schiamazzante e ilare dei vicini.